# Wim Eyckmans
Wim Eyckmans (ur. 23 marca 1973 roku w Herentals) – belgijski kierowca wyścigowy.

## Kariera
Eyckmans rozpoczął karierę w wyścigach samochodowych w 1991 roku od startów w Formule Opel Lotus Euroseries, gdzie jednak nie był klasyfikowany. Rok później w tej samej serii był czternasty. W późniejszych latach pojawiał się także w stawce Pucharu Narodów Formuły Opel Lotus, Niemieckiej Formuły Opel, Formuły 3000, CART PPG/Dayton Indy Lights, Indy Racing League, 1000 km Le Mans oraz Le Mans Endurance Series.
W Formule 3000 Belg startował w latach 1994-1995. W pierwszym sezonie startów w ciągu sześciu wyścigów, w których wystartował, uzbierał łącznie jeden punkt. Dało mu to siedemnaste miejsce w klasyfikacji generalnej. Rok później Eyckmans nie punktował. Został sklasyfikowany na 24 pozycji w końcowej klasyfikacji kierowców.